# ジャック・デュラン
ジャック・デュラン（仏語: Jacques Durand）は、イタリアで製造されているフランス発祥の高級アイウェアブランド。
日本ではアート/カルチャー領域の人々から静かな支持を集めており、音楽家の坂本龍一や小説家の小野正嗣が愛用者として知られる。

## 歴史
フランス東部のジュラ地方で生まれた創業者ジャック・デュランは、オプティシャンとしてキャリアをスタートさせたのち、1970年代からアイウェアのデザインを手掛け、78年にはフランスを代表する高級アイウェアブランドである「アラン・ミクリ」のブランドの立ち上げにも参画、製造からマーケティングやセールスまで幅広い分野を担当し、ブランド成功の立役者となった。その後フランスの著名なプロダクトデザイナーであるフィリップ・スタルクとアラン・ミクリがタッグを組んだ「スタルクアイズ」のプロジェクトマネージャーを務めた。
2002年に独立し、「Jacques Durand Lunetier」（JDL）を設立。フランスの高級車メーカー「ブガッティ」のアイウェアデザインに情熱を傾けた後、 2010年、ジャック・デュランは自らの名前を冠した製品を初めて発表した。
2022年4月4日、創業者ジャック・デュラン死去。同年、イタリア人のエマ・コンカート（Emma Concato）がクリエイティブディレクターに就任。

## 特徴

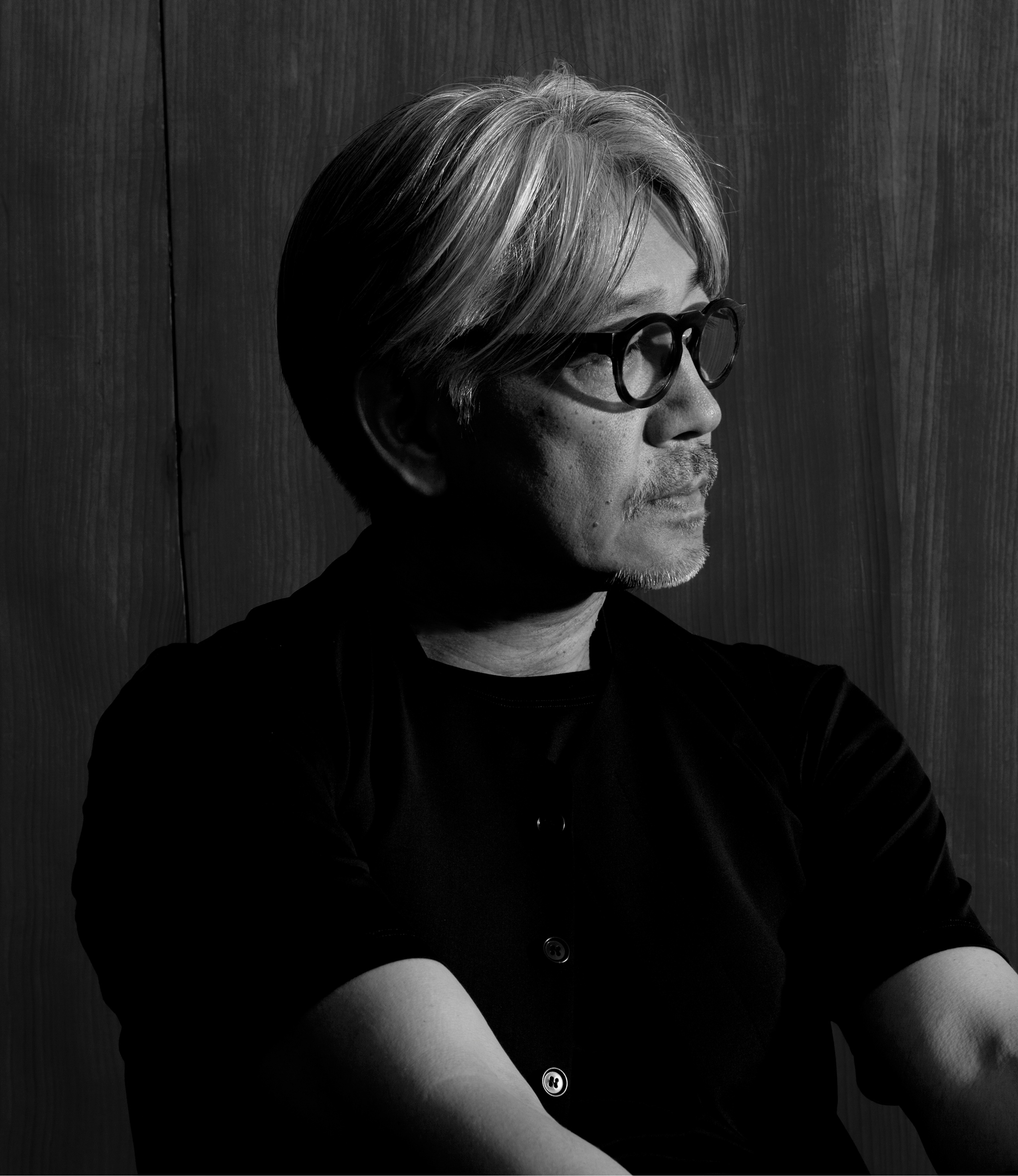
同社のPAQUES 506を着用する坂本龍一

ジャック・デュランは100%欧州生産にこだわっており、イタリアにある自社ファクトリーでデザインから製作まで行われ、その一本一本がハンドメイドである。製造プロセス全体に透明性と追跡可能性が確保されており、購入者にはそのアイウェアの部品製造に関わった全ての会社名と所在地が記載された原産地証明書を提供している。
同ブランドのデザインは、現代美術、建築、カーデザインに触発され、構築的でミニマルな美意識と彫刻的なフォルムに裏打ちされた純粋で芸術的なスタイルを考案している。標榜するコンセプトは「Timeless」。フレームにはしなやかな強度と美しい発色が魅力の伊・マツケリ社製の高品質なアセテート生地を使用し、太めのブリッジを配した個性的な輪郭が特徴である。フレンチヴィンテージをベースとしながら、エッジを効かせたカッティングによるフラットなデザインやブラッシングによるヘアライン加工によって、シャープなモダンさも醸し出している。ブリッジも含めてフラットにデザインされた構造はアセテートの美しさを最大化し、同時に掛ける人の目鼻立ちを引き立たせる。ヒンジの金具はドイツのOBE社製を使用しており、緩みにくい。
数あるコレクションのなかでも「PAQUES」（パック）シリーズ（106および506）は名作とされており、欧州ブランドの特徴でもある高めの位置にデザインされた幅広のキーホールブリッジとボリューム感のあるフレンチスタイルのパントゥシェイプは、モダンアートから飛び出したかのようなアーティスティックな存在感を発揮する。音楽家の坂本龍一が晩年に愛用し、彼のアイコンとなっていたモデルとしても有名である。